# Rana (astronomia)
Delta Eridani (δ Eri, δ Eridani), conosciuta anche con il nome tradizionale di Rana), è una stella della costellazione di Eridano di magnitudine +3,51. È una stella relativamente vicina alla Terra, trovandosi a circa 29,5 anni luce di distanza dal Sistema solare.

## Osservazione
Rana si trova nella parte settentrionale della costellazione di Eridano, un po' più brillante di ε Eridani, che è situata appena 3° ad est da essa. È una stella dell'emisfero celeste meridionale, ma la sua declinazione, pari a −9,45°, la rende visibile da quasi tutte le aree abitate della Terra; solo più a nord della latitudine 80°N non compare mai sopra l'orizzonte. Essendo di magnitudine 3,54, la si può osservare anche dai piccoli centri urbani non eccessivamente affetti da inquinamento luminoso. Il periodo migliore per la sua osservazione ricade tra i mesi di novembre e marzo.

## Caratteristiche fisiche
Rana è una stella subgigante arancione di classe K0IV con una massa stimata in 1,33 volte quella solare; la stella ha però iniziato a espandarsi e il raggio è più del doppio di quello solare, mentre la temperatura superficiale è di circa 5000 K. Rana iniziò la sua vita circa 7,5 miliardi di anni fa come una stella un po' più calda del Sole, di classe spettrale F8. Terminata la fusione dell'idrogeno nel suo nucleo che caratterizza le stelle di sequenza principale, si appresta, nei prossimi milioni di anni, a divenire una vera e propria gigante, espandendo ulteriormente le sue dimensioni. La stima dell'età della stella è supportata dal basso contenuto di litio misurato; il litio è un raro elemento chimico che viene facilmente distrutto dalle reazioni nucleari che avvengono ad alte temperature all'interno della stella.
È catalogata come variabile sospetta, a volte è catalogata anche come variabile RS Canum Venaticorum, però quest'ultima classificazione potrebbe essere errata.

## Ricerca di compagni sub-stellari
Uno studio di Murdoch et al. del 1993 sulla velocità radiale della stella ha escluso la presenza di un pianeta supergioviano o di una nana bruna ad una distanza di 10 UA dalla stella. Un pianeta per trovarsi nella zona abitabile della stella, ora che è diventata una subgigante, dovrebbe trovarsi a circa 7 UA da essa. Dato che Delta Eridani è soggetta a pulsazioni risulta attualmente molto difficile riuscire a rilevare pianeti terrestri con il metodo della velocità radiale